# Wrath of the Math
Wrath of the Math – drugi solowy album amerykańskiego rapera Jeru the Damaja.

## Lista utworów
1. "Wrath of the Math"
2. "The Frustrated Nigga"
3. "Black Cowboys"
4. "Tha Bullshit"
5. "Whatever"
6. "Physical Stamina"
7. "One Day"
8. "Revenge of the Prophet (Part 5)"
9. "Scientifical Madness"
10. "Not the Average"
11. "Me or the Papes"
12. "How I'm Livin'"
13. "Too Perverted"
14. "Ya Playin' Yaself"
15. "Invasion